# 2038年12月11日月食
2038年12月11日月食为一次將在协调世界时2038年12月11日出現的半影月食。該次月食半影食分為0.831、全影食分為-0.285。

## 概述
這次月食的食分是5.27。

## 基本參數
- 類型：半影月食
- 食甚資料：
  - 日期：2038年12月11日
  - 時間：17:43
  - 月球位置：赤經5.27度、赤緯22.0度
  - 食分：半影食分：0.831、全影食分：-0.285

## 外部連結
- NASA月食專頁（页面存档备份，存于）（英文）